# یواس‌اس پانامینت (ای‌جی‌سی-۱۳)
یواس‌اس پانامینت (ای‌جی‌سی-۱۳) (به انگلیسی: USS Panamint (AGC-13)) یک کشتی بود که طول آن ۴۵۹ فوت ۲ اینچ (۱۳۹٫۹۵ متر) بود. این کشتی در سال ۱۹۴۳ ساخته شد.